# 남일초등학교 (충북)
남일초등학교는 대한민국 충청북도 청주시 상당구 남일면 쌍수리에 있는 공립 초등학교이다.

## 학교 연혁
- 1925년 5월 12일 남일공립보통학교로 개교
- 1938년 4월 1일 남일공립심상소학교 개칭
- 1941년 4월 1일 남일공립국민학교 개칭
- 1950년 5월 30일 신송국민학교 분리 이관
- 1970년 3월 1일 두산국민학교 분리 이관
- 1974년 3월 1일 운동국민학교 분리 이관
- 1994년 2월 3일 남일 과학관 준공
- 1994년 2월 15일 김영삼 전 대통령 방문
- 1996년 3월 1일 남일초등학교로 개칭
- 2010년 9월 1일 두산분교장 통폐합
- 2008년 8월 27일 생활체육시설 신설·준공
- 2019년 9월 1일 제35대 윤기순 교장 부임
- 2020년 1월 8일 제92회 졸업(졸업생 45명, 졸업생 총 수 9,110명)
- 2020년 3월 1일 본교 15학급 편성(특수학급 2학급 포함)

```
2022년 12월 30일 제 94회 졸업(졸업생 48명) (주경례 교장 부임)
```

## 학교 상징
- 교화 - 장미 : 아름다움과 열정, 교정에서 열심히 배워서 앞날의 희망을 가꾸며 가며 사회에 나아가서 사랑과 열정으로 살아가라는 뜻에서 설정되었음.
- 교목 - 백송 : 상록수로서 추우나 더우나 변함없는 자태로 성장하며 산과 물이 좋은 이 곳 교정에서 백송나무처럼 변함없이 학교를 사랑하라는 뜻으로 설정되었음.

## 참고 자료
- 남일초등학교 - 한국교육학술정보원 학교알리미